# Ditchingham
Ditchingham är en ort och civil parish i Storbritannien.   Den ligger i grevskapet Norfolk och riksdelen England, i den sydöstra delen av landet, 150 km nordost om huvudstaden London. Ditchingham ligger 12 meter över havet och antalet invånare är 1 747.
Terrängen runt Ditchingham är platt. Runt Ditchingham är det tätbefolkat, med 286 invånare per kvadratkilometer. Närmaste större samhälle är Beccles, 8,2 km öster om Ditchingham. Trakten runt Ditchingham består till största delen av jordbruksmark.